# Мимар, Проспер
Проспер Шарль Жозеф Мимар (фр. Prosper Charles Joseph Mimart; 8 августа 1859, Париж — 1928) — французский кларнетист и музыкальный педагог.
Родился в семье Огюста Поля Мимара, кларнетиста, окончившего в 1850 году Парижскую консерваторию с первой премией. Проспер Мимар учился там же у Сириля Роза и получил свою первую премию в 1878. Он играл сперва в Концертах Падлу, затем в оркестре Ламурё, в театре «Опера-комик», наконец, в 1892―1897 ― в оркестре концертного общества Парижской консерватории (до 1914 занимал в этом обществе различные административные посты).
Мимар часто выступал как солист и камерный музыкант. Так, в 1893 году он с успехом исполнил фрагменты Трио Венсана д’Энди с участием автора и Квинтет Брамса, op. 115, в сопровождении струнного квартета Джелозо, а в 1895 году он возродил в Париже камерный ансамбль духовых инструментов, некогда основанный Полем Таффанелем. Известно, что в составе этого ансамбля в 1909 году Мимар принимал участие в исполнении Септета Бетховена, op. 20.
C 1905 по 1923 год Мимар преподавал в Парижской консерватории. Среди конкурсных сочинений, посвящённых ему ― Рапсодия для кларнета Дебюсси (1910; Мимар стал первым её исполнителем 16 января 1911), Фантазия Гобера (1911), Ламенто и тарантелла Гровле (1923). Среди его учеников ― Франсуа Этьен, Даниэль Бонаде и другие кларнетисты. Мимару принадлежит Школа игры на кларнете и ряд этюдов.
Младший брат Проспера Мимара, Поль, с 1920 по 1939 играл на бас-кларнете в Бостонском симфоническом оркестре.